# ねこもころ
『ねこもころ』は、乙佳佐明による日本の漫画作品。ウェブコミック誌『FlexComixブラッド』（フレックスコミックス）にて連載された。

## あらすじ
他の村人と姿が違うという理由でいじめられていたモコロは、自らと同じ姿をしたララッカを村で見かける。
「学園球 カムイ」という場所にララッカがいることを知ったモコロは、自らもその学園に入学するのであった。

## 登場人物
モコロ
本作の主人公である猫天然。
ララッカ
モコロとうり二つのすがたをした猫天然。
ピリカ

## 単行本
1. 2007年3月 ISBN 978-4-7973-4107-2
2. 2007年12月 ISBN 978-4-7973-4574-2